# Fluxus

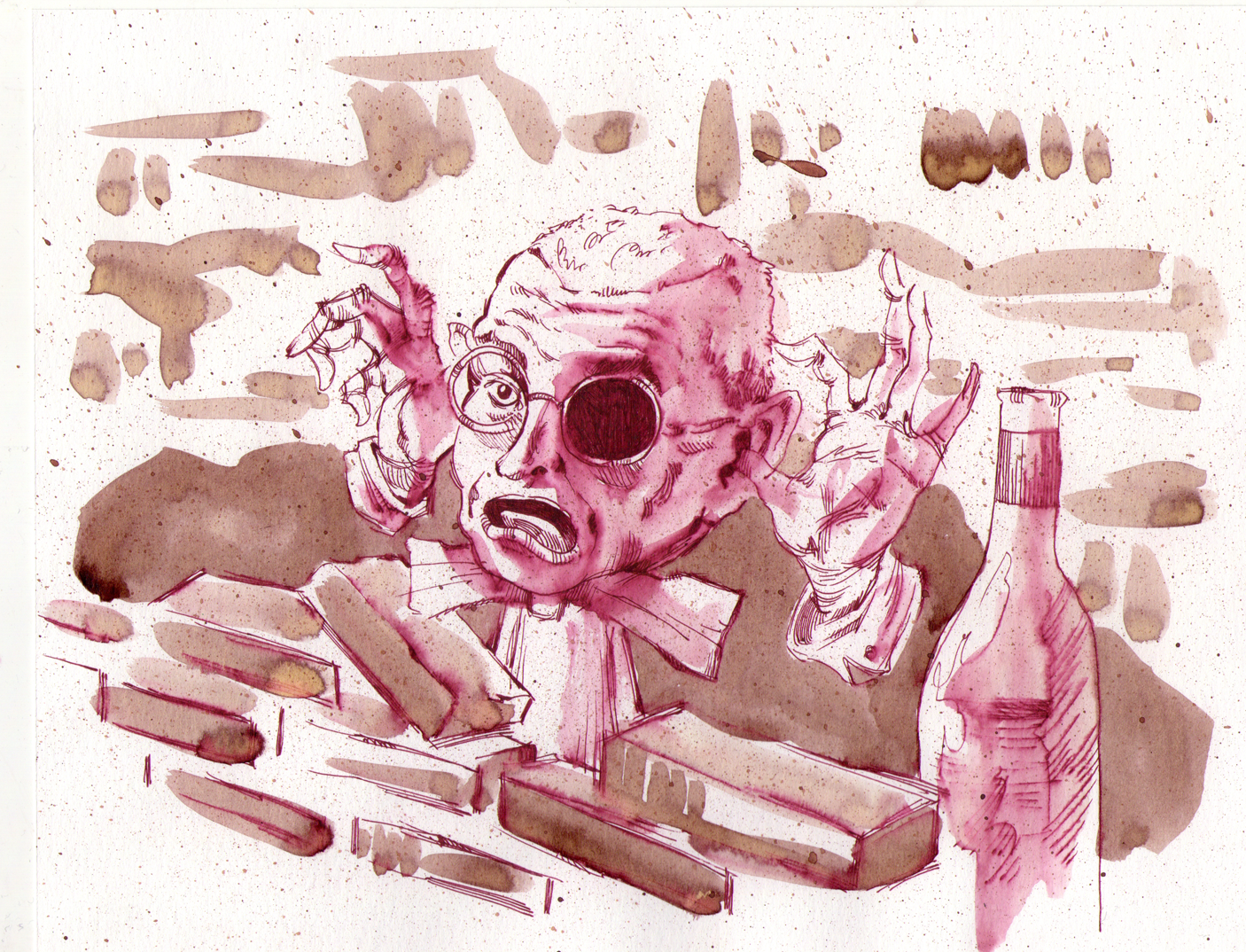
De grondlegger van Fluxus, George Maciunas

Fluxus is een kunststroming die is ontstaan in New York in het begin van de jaren 60. De beweging die later de naam Fluxus kreeg, werd door George Maciunas eerst als "neo-dada uit de Verenigde Staten" gepresenteerd, maar dat was niet het oordeel van critici of latere kunsthistorici. Het woord fluxus komt uit het Latijn en betekent "het stromen", "vloeiend", "vloeibaar", voortdurende verandering suggererend. Het woord werd door George Maciunas, die beschouwd wordt als de grondlegger van Fluxus, voor het eerst gebruikt rond 1961 voor kunstmanifestaties waarbij de grenzen tussen beeldende kunst en muziek opgeheven werden.

## Bekendste representanten
De bekendste kunstenaar die betrokken was bij Fluxus was Joseph Beuys. Andere deelnemers waren toonaangevende avant-garde-kunstenaars uit verschillende landen, onder wie de Nederlanders Willem de Ridder en Wim T. Schippers, de Fransman Robert Filliou (1926-1987), de Amerikaan Dick Higgins (1938), de Japans-Amerikaanse Yoko Ono (1933), de Engelsman Robin Page en de Duitser Wolf Vostell.

## Fluxus in Nederland

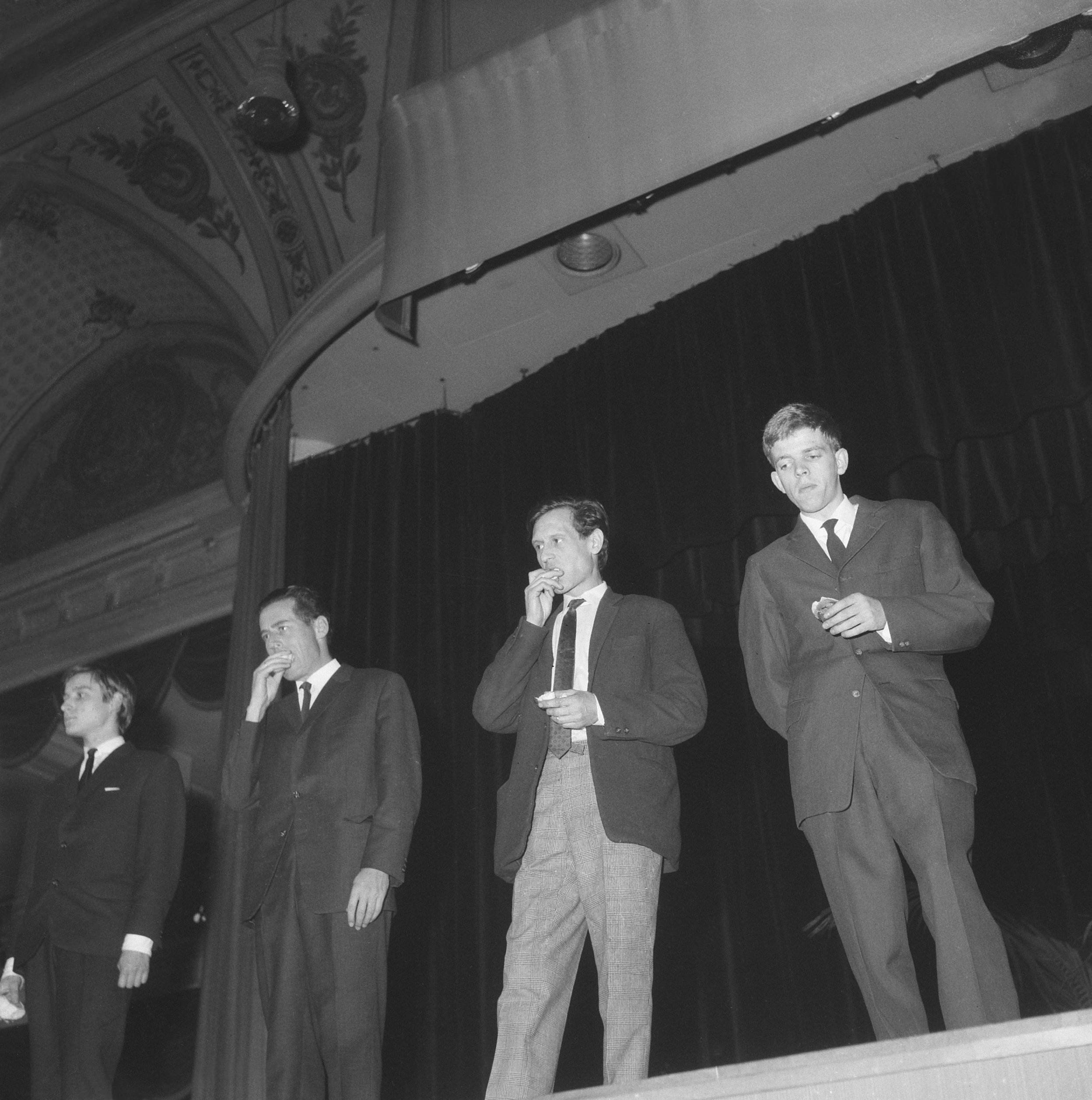
Concert voor belegde broodjes (Kurhaus 1964)

Een bekend Fluxus-optreden in Nederland vond op 13 november 1964 in het Kurhaus in Scheveningen plaats. Daar werden onder meer een Concert voor belegde broodjes en een Concert voor pakpapier opgevoerd.
Robin Page trad er ook op met zijn Guitar Pieces, waarbij hij een gitaar kapot zou slaan en het pad zou effenen voor het "guitar smashing" in de popmuziek.
Begin 1975 had Page, Fluxus-artiest van het eerste uur, een tentoonstelling in het Rotterdamse Lijnbaancentrum. Middels een videoboodschap op straat praatte hij de mensen naar binnen om zijn kolderiek-humoristische werken te aanschouwen. Page stond er om bekend dat hij met humor de gevestigde opvattingen over kunst tartte.

## Filosofie
Het streven van de Fluxus-kunstenaars was het bij elkaar brengen van kunst en dagelijks leven. Daartoe moest de kunstpraktijk 'gezuiverd' worden van de door de musea en de commercie aangehangen 'elitaire' kunstopvattingen. Kunst en leven moesten elkaar bepalen.

## Tactiek
De Fluxuskunstenaars hielden theatrale opvoeringen; Fluxus-festivals en Fluxus-concerten. Tijdens deze 'performances' konden ze met behulp van experimentele muziek, dans en voordrachten hun ideeën overbrengen op het publiek. Van het publiek werd weinig eigen inbreng verwacht. Het publiek verliet vaak in verwarring de zaal. De Fluxuskunstenaars hadden een ongebruikelijke opvatting over kunst. Zij beschouwden de momentopname uit het leven van de kunstenaar, de tijd die de opvoering in beslag nam, als kunst. Dat wil zeggen dat de kunstenaar zelf en/of zijn handelingen tot kunst werden verklaard. Het ging hierbij in eerste plaats om het moment van de handeling, die meestal in een korte aanwijzing samengevat was, en minder om de foto's of films die hiervan werden gemaakt.

## Overeenkomsten met andere kunststromingen
Net als bij dada en happenings zijn er performances, maar bij dada en happenings is de rol en reactie van het publiek daarbij belangrijk, bij Fluxus niet. Net als bij popart en zero is er belangstelling voor alledaagse realiteit en streven naar objectivering. Bij Fluxus wordt er echter geen gebruik gemaakt van de gebruikelijke materialen en middelen. Uit Fluxus is ook de kunststroming mail art voortgekomen, een kunstvorm waarbij de deelnemers zich afzetten tegen de traditionele kunstwereld en hun activiteiten via allerlei communicatievormen structureren.

## Invloed
Uit de Fluxus-beweging, die een verbinding is tussen beeldende kunst, muziek en theater, komen enkele nieuwe kunststromingen voort zoals bodyart, conceptuele kunst, eat art, mail art, performance, geïmproviseerde muziek en het maken van kunstenaarsboeken en multiples.
Bekende namen uit de Fluxus-wereld:
- Joseph Beuys
- George Brecht
- Philip Corner
- Henry Flynt
- Ken Friedmann
- Al Hansen
- Geoffrey Hendricks
- Dick Higgins
- Alison Knowles
- George Maciunas
- Gustav Metzger
- Larry Miller
- Yoko Ono
- Robin Page
- Ray Johnson
- Nam June Paik
- Ben Patterson
- Dieter Roth
- Yasunao Tone
- Ben Vautier
- Emmett Williams
- Wolf Vostell
- La Monte Young

in Nederland:
- Han Bennink
- Phil Bloom
- Stanley Brouwn
- Ger van Elk
- Robert Jasper Grootveld
- Hans Koetsier
- Bob Lens
- Misha Mengelberg
- Dorothea Meijer
- Willem de Ridder
- Wim T. Schippers